# Jacques Zwobada
Pour l’article homonyme, voir Zwobada.
Jacques Charles Zwobada, né à Neuilly-sur-Seine le 6 août 1900 et mort à Saint-Cloud le 6 septembre 1967, est un sculpteur, illustrateur et lithographe français.

## Biographie
Jacques Zwobada est élève à l'École des Beaux-Arts de Paris de 1918 à 1924 dans l'atelier du sculpteur Jean-Antoine Injalbert (1845-1933). D'abord influencé par Auguste Rodin, sa sculpture s'éloignera de l'influence des formes du maître. En 1925, il obtient une médaille d'or à l'Exposition internationale des arts décoratifs et industriels modernes de 1925.
En 1926, Jacques Zwobada reçoit sa première commande, celle du Monument à André Caplet, érigé en 1928 au Havre (détruit en 1944). 
En 1928, il est lauréat du second grand prix de Rome en sculpture.
En 1929, il reçoit avec le sculpteur René Letourneur, le premier prix du concours international pour le Monument à Bolivar (1933) à Quito en Équateur. Zwobada et Letourneur mettront quatre ans à exécuter ce monument équestre dans les ateliers qu'ils ont installés à Fontenay-aux-Roses, ville où Zwobada travaillera sa vie durant, rue Paul-Langevin.
En 1934, il est nommé professeur à l'École supérieure des arts appliqués Duperré de la rue Dupetit-Thouars à Paris. Il occupera ce poste jusqu'en 1962. À partir de 1935, il commence à exécuter de nombreux bustes. En 1944, il est chargé de cours à l'École normale supérieure de Cachan (à l’époque, « de l’enseignement technique »). En 1946, il devient professeur à l'Académie Julian, rue de Berri.
En 1948, il épouse Antonia Fiermonte, qui vient de divorcer de René Letourneur. Sa passion amoureuse pour elle se traduira dans son œuvre par la glorification du corps de la femme aimée. La même année, il s’envole vers le Venezuela. Il est détaché par le ministère des Affaires étrangères comme professeur à l'École des beaux-arts de Caracas et conseiller artistique du gouvernement vénézuélien. Zwobada reçoit, en 1948, le grand prix de sculpture du Salon annuel de Caracas. Il restera en Amérique du Sud jusqu'en 1950.
Le 3 avril 1956, son épouse meurt. Zwobada lui élève un monument funéraire dessiné par son ami l'architecte Paul Herbé dans le cimetière de Mentana, près de Rome.
En 1962, il est nommé professeur correcteur à l'École des Beaux-Arts de Paris. Il est nommé, chevalier des Arts et des Lettres et, en 1963, chevalier de la Légion d'honneur. La même année, il exécute trois tapisseries aux Ateliers Pinton à Aubusson.
Parmi ses œuvres, il réalise celles qui ornent la faculté des lettres de Rennes, une mosaïque du paquebot France, des dessins au fusain dans les ateliers d'Aubusson. Il illustre les Fleurs du mal de Charles Baudelaire de 25 lithographies (Léon Pichon, éditeur), et L'après-midi d'un faune de Mallarmé avec dix dessins.
Jacques Zwobada meurt à Saint-Cloud le 6 septembre 1967. Il est enterré près de sa femme à Mentana en Italie.

## Sculptures
- Monument à Simon Bolivar, 1932-1935, Quito, Parque La Alameda.
- Le Feu et La Source, 1935, Paris, Maison de la Chimie.
- La Jeunesse ou Maternité, 1938-1939, pierre, Boulogne-Billancourt, musée des Années Trente (plâtre préparatoire à Orléans, musée des Beaux-Arts).
- Nu couché, 1950, pierre, Paris, musée national d'art moderne, centre Georges-Pompidou.
- Orphée, 1962, bronze, Cotonou, ambassade de France.
- Orphée et Eurydice, 1967, bronze, Paris, Centre national des Arts plastiques.
- Orphée, Ermont.

## Expositions personnelles
- Jacques Zwobada, résonances, Domaine Départemental de Sceaux (2021-22)[7]

## Décorations
- Chevalier de l'ordre des Arts et des Lettres (1962)
- Chevalier de la Légion d'honneur (1963)